# Kransskønhedsøje
Kransskønhedsøje (Coreopsis verticillata), også skrevet Krans-Skønhedsøje, er en staude med en opret vækst. Den dyrkes i haver, og er hjemmehørende i det sydøstlige USA.

## Beskrivelse
Stænglerne er spinkle og let forgrenede, runde i tværsnit og uden hår. Bladene er modsat stillede, men da de er trefligede med trådagtigt smalle flige, der fordeler sig rundt om stænglen, virker det, som om planten har kransstillede blade. Bladranden er hel og begge bladsider er lyst græsgrønne. 
Blomstringen sker i juli-september, hvor man finder blomsterkurvene samlet i endestillede kvaste. Den enkelte kurv er gul med brede, tungeformede randkroner og korte, rørformede skivekroner. Frugterne modner sjældent i Danmark.
Rodnettet består af en forholdsvist spinkel jordstængel, som bærer en mængde filtede trævlerødder. Rodskud fra jordstænglerne skaber med tiden en tæt, tæppeagtig bestand af planten.
Højde x bredde og årlig tilvækst: 0,60 x 0,25 m (60 x 25 cm/år). 

## Hjemsted
Arten er hjemmehørende på prærierne øst for Mississippifloden, og derfor er den udbredt i de sydøstlige stater op til West Virginia. Den foretrækker et voksested i sol eller let skygge og med en jord, som er gruset og veldrænet. 
I Manassas National Batlefield park i Virginia vokser den sammen med bl.a. amerikansk alunrod, amerikansk snabelkalla, blodurt, canadisk hasselurt, Claytonia virginica (en vinterportulak-art), Corydalis flavula (en lærkespore-art), Cynoglossum virginianum (en hundetunge-art), dunet steffensurt, Eurybia divaricata (en asters-art), Geum virginianum (en nellikerod-art), Helianthus divaricatus (en solsikke-art), hjertebladet asters, hvid ageratina, Hypericum hypericoides (en perikon-art), Ipomoea pandurata (en pragtsnerle-art), Lobelia spicata (en lobelie-art), Monotropa uniflora (en snylterod-art), Oenothera perennis (en natlys-art), Physalis virginiana (en blærebæger-art), plettet storkenæb, præriefodblad, Ranunculus abortivus (en ranunkel-art), Salvia lyrata (en salvie-art), Sanicula canadensis (en Sanikel-art), Solidago caesia (en gyldenris-art), sort sølvlys, stor månerude og Vicia caroliniana (en vikke-art).

## Sorter
- 'Grandiflora' med lidt kraftigere vækst og lidt større blomster
- 'Moonbeam' med spinkel vækst og lysegule blomster
- 'Zagreb' med ganske lav (25 cm) vækst. Tørketålende med gule blomster

| Portal | Portal:Botanik |